# Ehsan Fattahian
Ehsan Fattahian (احسان فتاحیان‎; * 1981 in Kermānschāh; † 11. November 2009 in Sine) war ein kurdischer Aktivist der Komalah.

## Leben
Fattahian wurde am 20. Juli 2008 im Verwaltungsbezirk Kamyaran wegen Mitgliedschaft in der kurdischen Oppositionsgruppe Komalah verhaftet. Gegen ihn wurde ein  Prozess eröffnet. Ein Islamisches Revolutionsgericht verurteilte ihn in einem nicht-rechtsstaatlichen Verfahren zu zehn Jahren Gefängnis, ein Berufungsgericht hob das Urteil auf und verurteilte ihn zum Tode wegen Moharebeh, „Feindseligkeit gegen Gott“. Fattahian bestritt alle Vorwürfe.
Amnesty International protestierte gegen das Urteil. Die NGO wandte ein, dass Fattahian in der Haft gefoltert worden sei, und dass das Urteil gegen die Menschenrechte und die Verfassung des Irans verstoße. Human Rights Watch protestierte gegen die geplante Hinrichtung, da das Verfahren entgegen der iranischen Verfassung nichtöffentlich war und es keinerlei Beweis dafür gebe, dass Fattahian an gewaltsamen Aktionen beteiligt gewesen sei. Er beteiligte sich zusammen mit anderen Gefangenen von Sine, die gegen die Vollstreckung des Todesurteils waren, an einem Hungerstreik. Am 11. November 2009 wurde er im Gefängnis von Sine um circa 16:01 Uhr trotz internationaler Proteste gehängt. Kurz vor seiner Hinrichtung schrieb er in einem Abschiedsbrief folgendes:

„[...] Wenn die Herrscher und Unterdrücker glauben, dass mit meinem Tod die kurdische Frage verschwindet, irren Sie sich. Mein Tod und der Tod Tausender wie mir wird den Schmerz nicht heilen, Sie werden das Feuer nur vergrößern. Es gibt keinen Zweifel, dass jeder Tod der Beginn neuen Lebens ist.“

Die Hinrichtung von Ehsan Fattahian hat weltweit eine Protestwelle ausgelöst. Nobelpreisträgerin Shirin Ebadi nannte die Hinrichtung unter diesen Umständen beispiellos selbst im Iran. Im Westen verurteilte unter anderem die schwedische Regierung in ihrer Rolle als Inhaberin der EU-Ratspräsidentschaft die Hinrichtung.